# Daniël Quartier

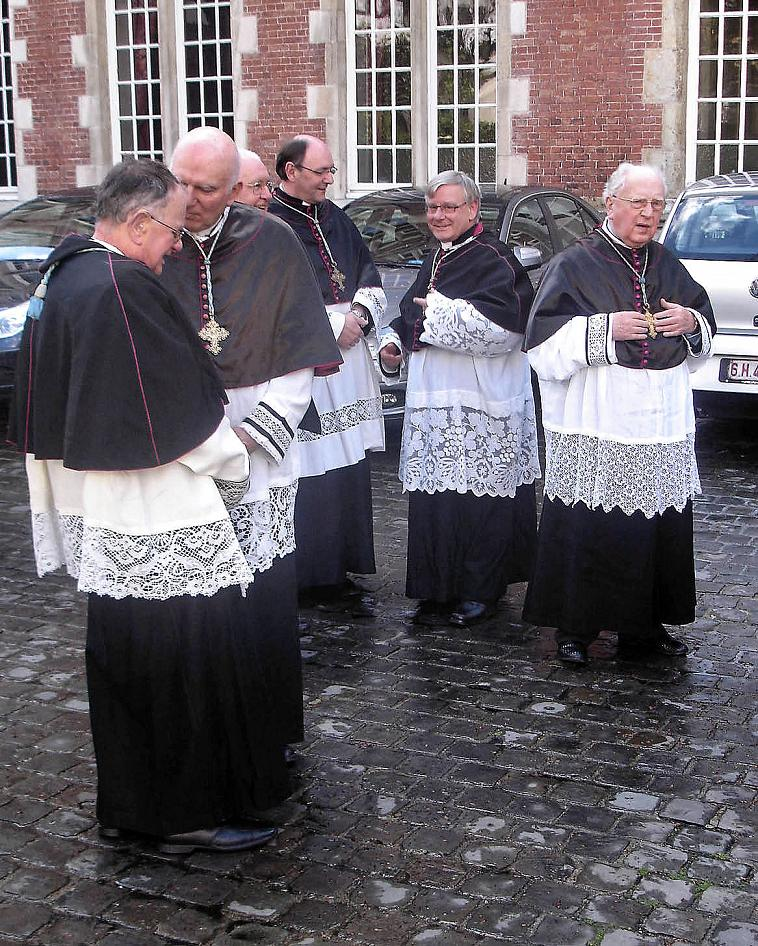
Enkele kanunniken van het Sint-Salvatorskapittel te Brugge, 2008.
Leo Declerck, Adelbert Denaux, Paul Lambrecht, Filip Debruyne, Kris Depoortere, Daniël Quartier.

Daniël Quartier (Kuurne, 14 augustus 1920 - Ingelmunster, 24 februari 2014) was een rooms-katholiek priester en hoogleraar.

## Levensloop
Quartier werd na studies aan het Grootseminarie, op 23 december 1944 tot priester gewijd in Brugge. Hij studeerde verder aan de Katholieke Universiteit Leuven en promoveerde er tot doctor in de theologie.
Van 1948 tot 1951 was hij leraar aan het Onze-Lieve-Vrouwecollege in Oostende en van 1951 tot 1954 was hij leraar aan het C.I.B.E. (het opleidingscentrum voor miliciens priester-kandidaten en religieuzen) in Aalst. In 1954 werd hij professor moraaltheologie aan het Grootseminarie in Brugge. Hij was ook leraar aan het Hoger Technisch Instituut voor Verpleegkunde H. Hart in Roeselare.
In 1958 werd hij erekanunnik en in 1965 titulair kanunnik van de Sint-Salvatorskathedraal in Brugge. Hij was ook gedurende 25 jaar aartsdiaken en deken van het kathedrale kapittel (1985-2009).
Vanaf 1963 was hij rechter bij de kerkelijke rechtbank van het bisdom Brugge. Hij werd er in 1978 aangeduid als vice-officiaal, een taak die hij uitoefende tot aan de oprichting in 2005 van één interdiocesaan officialaat voor de Vlaamse bisdommen.
Van 1969 tot 1978 was hij deken voor het decanaat van Waregem en pastoor van de Sint-Amandusparochie in Waregem.
In 1984 werd hij algemeen directeur van de Zusters van Maria Ingelmunster, een ambt dat hij bekleedde tot aan zijn dood.

## Publicaties
- Het recht op deelneming in de winst. Historisch-ethische probleemstelling, Leuven, 1949.
- Hij was auteur van bijdragen in het tijdschrift Collationes Brugenses.